# 로베르트메르텐스낮도마뱀붙이
로베르트 메르텐스 데이 게코(Robert Mertens's day gecko)라고 불리는 로베르트메르텐스낮도마뱀붙이(Phelsuma robertmertensi)은 도마뱀붙이과에 속한 주행성 종이며 코모로 제도에 고유하다.

## 어원
종명 robertmertensi 은 독일의 파충류학자 로베르트 메르텐스(:en:Robert Mertens)에서 유래하였다.

## 형태
로베르트메르텐스낮은 낮도마뱀붙이속에서 제일 작은 종 중 하나이며, 꼬리까지 최대 11 cm 에 이른다. 몸은 암녹색, 청록색 바탕에 머리에서 꼬리까지 척추를 따라 주황색 줄무늬가 나있다. 옆목, 옆구리는 회갈색이다.

## 분포
로베르트메르텐스낮은 코모로 제도의 마요트섬의 작은 지역에서만 분포한다. 대개 바나나 나무, 버려진 바닐라 과수원 조림지에서 발견된다.

## 습성
로베르트메르텐스낮은 다양한 곤충 따위의 무척추동물을 먹는다. 부드럽고 달달한 과일, 꽃가루, 꽃꿀도 먹는다.
로베르트메르텐스낮은 난생한다. 알은 온도 28 °C (82 °F) 아래에서는 49–53 일 뒤에 부화한다. 태어난 유체는 꼬리까지 19-22 mm 에 이른다.

## 사육
로베르트메르텐스낮은 식물이 잘 심겨진 테라리움에서 쌍으로 키워야 하다. 온도는 25–28 °C (77–82 °F), 습도는 75-100% 사이를 유지해야 한다. 사육 시에는 귀뚜라미, 벌집나방(:en:wax moth) 애벌레, 초파리, 밀웜, 집파리를 먹일 수 있다.

## 참고 문헌
- Henkel F-W, Schmidt W (1995). Amphibien und Reptilien Madagaskars, der Maskarenen, Seychellen und Komoren. Stuttgart: Ulmer. ISBN 3-8001-7323-9. (in German).
- McKeown S (1993). The general care and maintenance of day geckos. Lakeside, California: Advanced Vivarium Systems.
- Meier H (1980). "Zur Taxonomie und Ökologie der Gattung Phelsuma (Reptilia: Sauria: Gekkonidae) auf den Komoren, mit Beschreibung einer neuen Art ". Bonner Zoologische Beiträge 31 (3/4): 323-332. (Phelsuma robertmertensi, new species, pp. 327-330, Figure 1). (in German).